# Standish Hayes O'Grady
Standish Hayes O'Grady (en irlandais : Anéislis Aodh Ó Grádaigh; 19 mai 1832 - 16 octobre 1915) est un antiquaire irlandais. 

## Biographie
Il est né à Erinagh House, Castleconnell, comté de Limerick, fils de l'amiral Hayes O'Grady. Il est un cousin de l'écrivain Standish James O'Grady (en), avec qui il est parfois confondu. Enfant, il apprend l'irlandais auprès des locuteurs natifs de sa localité. Il fait ses études à la Rugby School et au Trinity College de Dublin.
Bien qu'ingénieur civil diplômé, il est surtout connu pour Silva Gadelica (deux volumes, 1892), une collection de contes de manuscrits irlandais médiévaux. Il est un ami des antiquaires John O'Donovan et Eugene O'Curry. En 1853, il devient membre fondateur de la Société Ossianique. Il en devient le président en 1855. En 1857, il s'installe aux États-Unis où il reste pendant 30 ans. En 1901, il contribue à un essai sur l'aristocratie anglo-irlandaise pour une collection intitulée Idéaux en Irlande édité par Isabella Augusta Gregory.
Il meurt en Angleterre en 1915. Son catalogue des manuscrits irlandais du British Museum est inachevé à sa mort et est complété par Robin Flower.

## Ouvrages
- The Pursuit After Diarmuid, O'Duibhne, and Grainne, the Daughter of Cormac Mac Airt, King of Ireland in the Third Century (1857)
- The Pursuit of the Gilla Decair and his Horse
- The Colloquy with the Ancients
- Silva Gadelica (I.-XXXI. ): A Collection of Tales in Irish with Extracts Illustrating Persons and Places; Volume 1 (1892)[4]
- Silva Gadelica (I.-XXXI. ): A Collection of Tales in Irish with Extracts Illustrating Persons and Places ; 2e volume (1892) [4]